# Stellan Skarsgård
Stellan John Skarsgård (în suedeză: [ˈstɛlːan ˈskɑːʂɡoːɖ] ⓘ; n. 13 iunie 1951, Göteborgs Kristine församling⁠(d), Gothenburg and Bohus County⁠(d), Suedia) este un actor suedez. Este cunoscut pentru rolurile sale an Nyman în Breaking the Waves (1996), căpitanul Tupolev în The Hunt for Red October (1990), profesorul Gerald Lambeau în Good Will Hunting (1997), Bootstrap Bill Turner în Pirates of the Caribbean: Dead Man's Chest (2006) și Pirates of the Caribbean: At World's End (2007), Bill Anderson în Mamma Mia! (2008), Maximilian Richter în Angels and Demons (2009), Martin Vanger în The Girl With the Dragon Tattoo (2011), dr. Erik Selvig în Thor (2011), The Avengers (2012), Thor: The Dark World (2013)  Avengers: Age of Ultron (2015) și Marele Duce în Cinderella (2015).

## Biografie
Născut la Göteborg, Suedia, este fiul lui Gudrun (născută Larsson) și Jan Skarsgård. În copilărie s-a mutat adesea și a trăit printre altele în  Helsingborg, Totebo, Kalmar, Marielund și Uppsala.

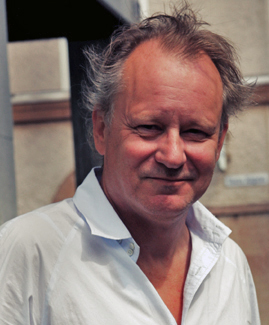
Skarsgård la Kalmar, iulie 2009

Skarsgård și-a început cariera devreme; până la vârsta de 21 de ani, experiența sa în film, televiziune și scenă era considerabilă. Majoritatea rolurilor sale inițiale au fost în filmele și televiziunea suedeză (cum ar fi Bombi Bitt). Dintre filmele suedeze, probabil cel mai cunoscut rol al său este portretizarea diplomatului suedez Raoul Wallenberg, care a lucrat pentru salvarea victimelor Holocaustului.
Skarsgård este asociat în mod special cu regizorul Lars von Trier și a apărut în șase dintre filmele regizorului danez: The Kingdom, Breaking the Waves, Dancer in the Dark, Dogville, Melancholia și  Nymphomaniac. Totuși, cea mai personală relație de lucru este cu regizorul norvegian Hans Petter Moland, cu care actorul a lucrat la Zero Kelvin, Aberdeen, In Order of Disappearance și A Somewhat Gentle Man. Skarsgård îl consideră pe Moland un prieten apropiat și, în 2009, a spus despre relația lor: 
"Suntem ca un vechi cuplu căsătorit și am anxietate de separare". O altă operă scandinavă prin care el este cunoscut este filmul norvegian din 1997 Insomnia, în care joacă rolul polițistului Jonas Engström.
Primul film american al lui Skarsgård a fost filmul Noon Wine din 1985 regizat de Michael Fields, în care Skarsgård a jucat un imigrant perturbat mental urmărit de un vânător de recompense. În 1990, a jucat într-un alt film american, The Hunt for Red October, jucând rolul căpitanului Tupolev, comandant al submarinului sovietic.
El a fost avut în vedere pentru rolul Oskar Schindler în Schindler's List. Skarsgård a spus că oamenii adesea l-au confundat cu Liam Neeson , care l-a interpretat pe Schindler în film. De fapt, Skarsgård trebuia să-l înlocuiască pe Neeson în filmul Exorcist: The Beginning din 2004.
Skarsgård l-a jucat pe dr. Erik Selvig în filmul Thor din 2011, și apoi în 2003, în continuarea lui, Thor: The Dark World, precum și în The Avengers (2012) și Avengers: Age of Ultron (2015). Skarsgård s-a reîntâlnit cu regizorul filmului Thor , Kenneth Branagh, pentru filmul Cinderella din 2015, în care l-a interpretat pe Marele Duce.
Skarsgård a apărut, de asemenea, în videoclipuri muzicale împreună cu colegi suedezi. A apărut în "Vem Tänder stjärnorna" ("Cine luminează stelele") a Evei Dahlgren în 2009 și în videoclipul lui Lykke Li din 2011, "Sadness Is a Blessing".

## Viața personală
S-a căsătorit cu My Skarsgård, de profesie medic, în aprilie 1975 și împreună au șase copii: Alexander (n. 1976), Gustaf (n. 1980), Sam (n. 1982), Bill (n. 1990), Eija (n. 1992) și Valter (n. 1995). Alexandru, Gustaf, Bill și Valter sunt de asemenea actori, în timp ce Eija este o fostă model. Skarsgård și My au divorțat în mai 2007. Stellan s-a căsătorit cu Megan Everett în ianuarie 2009. Cuplul are doi fii: Ossian și Kolbjörn. Skarsgård și-a făcut vasectomie, afirmând că opt copii este suficient.
Actorii Paul Bettany și Jennifer Connelly l-au botezat pe fiu lor Stellan, după Skarsgård.

## Filmografie

### Film
| An   | Film                                       | Rol                             | Regizor                                                                                                   | Note                             |
| ---- | ------------------------------------------ | ------------------------------- | --- | -------------------------------- |
| 1972 | Strandhugg i somras                        | Erik                            | |                                  |
| 1972 | Firmafesten                                | Peter                           | |                                  |
| 1973 | Åttonde budet                              |                                 | | scurtmetraj                      |
| 1973 | Fem døgn i August                          | Christer                        | |                                  |
| 1973 | Bröllopet                                  | Roffe Eriksson                  | |                                  |
| 1974 | Anita: Swedish Nymphet                     | Erik                            | Torgny Wickman                                                                                            |                                  |
| 1975 | Swedish Sex Games                          | Peter Delaney                   | |                                  |
| 1977 | Taboo                                      | Jan-Erik                        | |                                  |
| 1977 | Hemåt i natten                             | Kurt Sjöberg                    | |                                  |
| 1981 | Kyssen                                     |                                 | | scurtmetraj                      |
| 1982 | The Simple-Minded Murderer                 | Sven                            | Hans Alfredson                                                                                            |                                  |
| 1983 | P & B                                      | Karl-Johan 'Charlie' Pettersson | |                                  |
| 1984 | Åke och hans värld                         | Ebenholtz                       | Allan Edwall                                                                                              |                                  |
| 1985 | Falsk som vatten                           | Stig                            | Hans Alfredson                                                                                            |                                  |
| 1985 | Noon Wine                                  | Olaf Helton                     | Michael Fields                                                                                            |                                  |
| 1985 | Peter-No-Tail in Americat                  | Pelle Swanson (voce)            | Stig Lasseby Jan Gissberg                                                                                 |                                  |
| 1986 | Ormens väg på hälleberget                  | Karl Orsa Markström             | Bo Widerberg                                                                                              |                                  |
| 1987 | Jim & piraterna Blom                       | Gustav, tatăl lui Jim           | | de asemenea, scenarist           |
| 1987 | Hip hip hurra!                             | Peder Severin Krøyer            | Kjell Grede                                                                                               |                                  |
| 1988 | The Unbearable Lightness of Being          | Inginerul                       | Philip Kaufman                                                                                            |                                  |
| 1988 | Vargens tid                                | Peder Ulfstand                  | |                                  |
| 1988 | Friends                                    | Matt                            | Kjell-Åke Andersson                                                                                       |                                  |
| 1988 | The Perfect Murder                         | Axel Svensson                   | Zafar Hai                                                                                                 |                                  |
| 1989 | S/Y Joy                                    | Klas Larsson                    | Göran du Rées                                                                                             |                                  |
| 1989 | Täcknamn Coq Rouge                         | Carl Hamilton                   | Per Berglund                                                                                              |                                  |
| 1989 | Kvinnorna på taket                         | Willy                           | Carl-Gustav Nykvist                                                                                       |                                  |
| 1990 | The Hunt for Red October                   | Captain Viktor Tupolev          | John McTiernan                                                                                            |                                  |
| 1990 | Good Evening, Mr. Wallenberg               | Raoul Wallenberg                | Kjell Grede                                                                                               |                                  |
| 1991 | The Ox                                     | Helge Roos                      | Sven Nykvist                                                                                              |                                  |
| 1992 | Den Demokratiske Terroristen               | Carl Hamilton                   | |                                  |
| 1992 | Wind                                       | Joe Heiser                      | Carroll Ballard                                                                                           |                                  |
| 1993 | The Slingshot                              | Fritiof Schütt                  | Åke Sandgren                                                                                              |                                  |
| 1993 | Sista dansen                               |                                 | |                                  |
| 1995 | Jönssonligans största kupp                 | Herman Melvin                   | Hans Åke Gabrielsson                                                                                      |                                  |
| 1995 | Zero Kelvin                                | Randbæk                         | Hans Petter Moland                                                                                        |                                  |
| 1995 | The Dogs of Riga                           | Magnus Björk                    | Per Berglund                                                                                              |                                  |
| 1996 | Harry och Sonja                            | Harry Olsson                    | |                                  |
| 1996 | Breaking the Waves                         | Jan Nyman                       | Lars von Trier                                                                                            |                                  |
| 1997 | Insomnia                                   | Jonas Engström                  | Erik Skjoldbjærg                                                                                          |                                  |
| 1997 | My Son the Fanatic                         | Schitz                          | Udayan Prasad                                                                                             |                                  |
| 1997 | Good Will Hunting                          | Prof. Gerald Lambeau            | Gus Van Sant                                                                                              |                                  |
| 1997 | Amistad                                    | Tappan                          | Steven Spielberg                                                                                          |                                  |
| 1998 | Glasblåsarns barn                          | Albert                          | Anders Grönros                                                                                            |                                  |
| 1998 | Savior                                     | Peter Dominic                   | Predrag Antonijević                                                                                       |                                  |
| 1998 | Ronin                                      | Gregor                          | John Frankenheimer                                                                                        |                                  |
| 1999 | Deep Blue Sea                              | Jim Whitlock                    | Renny Harlin                                                                                              |                                  |
| 2000 | Harlan County War                          | Warren Jakopovich               | Tony Bill                                                                                                 |                                  |
| 2000 | Passion of Mind                            | William Granther                | Alain Berliner                                                                                            |                                  |
| 2000 | Signs & Wonders                            | Alec                            | |                                  |
| 2000 | Timecode                                   | Alex Green                      | Mike Figgis                                                                                               |                                  |
| 2000 | Dancer in the Dark                         | Doctor                          | Lars von Trier                                                                                            |                                  |
| 2000 | Aberdeen                                   | Tomas                           | Hans Petter Moland                                                                                        | de asemenea, producător asociat  |
| 2000 | Powder Keg                                 | Harvey Jacobs                   | Alejandro González Iñárritu                                                                               | scurtmetraj                      |
| 2000 | Kiss Kiss (Bang Bang)                      | Felix                           | Stewart Sugg                                                                                              |                                  |
| 2001 | Taking Sides                               | Dr. Wilhelm Furtwängler         | István Szabó                                                                                              |                                  |
| 2001 | The Glass House                            | Terrence 'Terry' Glass          | Daniel Sackheim                                                                                           |                                  |
| 2002 | No Good Deed                               | Tyrone                          | Bob Rafelson                                                                                              |                                  |
| 2002 | City of Ghosts                             | Joseph Kaspar                   | Matt Dillon                                                                                               |                                  |
| 2003 | To Kill a Child                            | Narrator                        | Alexander Skarsgård                                                                                       | scurtmetraj                      |
| 2003 | Dogville                                   | Chuck                           | Lars von Trier                                                                                            |                                  |
| 2004 | Eiffeltornet                               | Jakob                           | | scurtmetraj                      |
| 2004 | King Arthur                                | Cerdic                          | Antoine Fuqua                                                                                             |                                  |
| 2004 | Exorcist: The Beginning                    | Father Merrin                   | Renny Harlin                                                                                              |                                  |
| 2005 | Dominion: Prequel to the Exorcist          | Lankester Merrin                | Paul Schrader                                                                                             |                                  |
| 2005 | Torte Bluma                                | Stangl                          | | scurtmetraj                      |
| 2005 | Beowulf & Grendel                          | Hrothgar                        | Sturla Gunnarsson                                                                                         |                                  |
| 2005 | Guilty Hearts                              | Stangl                          | George Gargurevich Krystoff Pizykucki Paul Black Phil Dornfield Ravi Kumar Savina Dellicour Benjamin Ross |                                  |
| 2006 | Kill Your Darlings                         | tatăl lui Erik                  | Björne Larson                                                                                             |                                  |
| 2006 | Goya's Ghosts                              | Francisco Goya                  | Miloš Forman                                                                                              |                                  |
| 2006 | Pirates of the Caribbean: Dead Man's Chest | Bootstrap Bill Turner           | Gore Verbinski                                                                                            |                                  |
| 2007 | Pirates of the Caribbean: At World's End   | Bootstrap Bill Turner           | Gore Verbinski                                                                                            |                                  |
| 2007 | The Killing Gene                           | Eddie Argo                      | Tom Shankland                                                                                             |                                  |
| 2007 | Arn – The Knight Templar                   | Birger Brosa                    | Peter Flinth                                                                                              |                                  |
| 2008 | Mamma Mia!                                 | Bill                            | Phyllida Lloyd                                                                                            |                                  |
| 2008 | Arn – The Kingdom at Road's End            | Birger Brosa                    | Peter Flinth                                                                                              |                                  |
| 2009 | Angels & Demons                            | Commander Maximilian Richter    | Ron Howard                                                                                                |                                  |
| 2009 | Boogie Woogie                              | Bob Maccelstone                 | Duncan Ward                                                                                               |                                  |
| 2009 | Metropia                                   | Ralph Parker (voice)            | Tarik Saleh                                                                                               |                                  |
| 2010 | A Somewhat Gentle Man                      | Ulrik                           | Hans Petter Moland                                                                                        |                                  |
| 2010 | Frankie and Alice                          | Dr. Oz                          | Geoffrey Sax                                                                                              |                                  |
| 2010 | Moomins and the Comet Chase                | Moominpapa / Hemulens (voice)   | Maria Lindberg                                                                                            |                                  |
| 2010 | Submission                                 | Narrator (English version)      | Stefan Jarl                                                                                               |                                  |
| 2010 | As If I Am Not There                       | Doctor                          | Juanita Wilson                                                                                            |                                  |
| 2010 | King of Devil's Island                     | Bestyreren                      | Marius Holst                                                                                              | de asemenea, producător executiv |
| 2011 | Thor                                       | Dr. Erik Selvig                 | Kenneth Branagh                                                                                           |                                  |
| 2011 | Melancholia                                | Jack                            | Lars von Trier                                                                                            |                                  |
| 2011 | The Girl with the Dragon Tattoo            | Martin Vanger                   | David Fincher                                                                                             |                                  |
| 2012 | The Avengers                               | Dr. Erik Selvig                 | Joss Whedon                                                                                               |                                  |
| 2013 | Romeo and Juliet                           | Prințul din Verona              | Carlo Carlei                                                                                              |                                  |
| 2013 | The Railway Man                            | Finlay                          | Jonathan Teplitzky                                                                                        |                                  |
| 2013 | Nymphomaniac                               | Seligman                        | Lars von Trier                                                                                            |                                  |
| 2013 | The Physician                              | Barber                          | Philipp Stölzl                                                                                            |                                  |
| 2013 | Thor: The Dark World                       | Dr. Erik Selvig                 | Alan Taylor                                                                                               |                                  |
| 2014 | In Order of Disappearance                  | Nils                            | Hans Petter Moland                                                                                        | producător executiv              |
| 2014 | Hector and the Search for Happiness        | Edward                          | Peter Chelsom                                                                                             |                                  |
| 2015 | Cinderella                                 | Marele Duce                     | Kenneth Branagh                                                                                           |                                  |
| 2015 | Avengers: Age of Ultron                    | Dr. Erik Selvig                 | Joss Whedon                                                                                               |                                  |
| 2015 | Our Kind of Traitor                        | Dima                            | Susanna White                                                                                             |                                  |
| 2017 | Return to Montauk                          | Max Frisch                      | Volker Schlöndorff                                                                                        |                                  |
| 2017 | Borg McEnroe                               | Lennart Bergelin                | Janus Metz Pedersen                                                                                       |                                  |
| 2018 | The Man Who Killed Don Quixote             |                                 | Terry Gilliam                                                                                             | Post-producție                   |
| 2018 | Mamma Mia! Here We Go Again                | Bill                            | Ol Parker                                                                                                 | Post-producție                   |
| 2019 | Chernobyl                                  | Boris Schrenina                 | Craig Mazin                                                                                               | Documentar                       |